# Lembas (peuple)
Pour les articles homonymes, voir Lemba.
Les Lembas sont une population d'Afrique australe. Au nombre d'environ 70 000, ils vivent en Afrique du Sud (en particulier dans la province de Limpopo), mais aussi au Zimbabwe, au Malawi et au Mozambique.

## Présentation
Les Lembas sont des noirs parlant des langues bantoues proches de celles des autres groupes ethniques qu'ils côtoient, mais ils ont des pratiques religieuses similaires à certaines de celles pratiquées dans le judaïsme (circoncision, lois alimentaires), et une tradition de peuple nomade avec des origines supposées en Afrique du Nord ou au Moyen-Orient. 
Selon leur tradition orale, leurs ancêtres seraient des Juifs qui seraient venus d'un endroit dénommé Sena pour s'établir en Afrique australe. Selon les recherches menées par le Britannique Tudor Parfitt, Sena (ou Sanaa) serait dans la région du Yémen.
Les Lembas ont des restrictions sur les mariages inter-ethniques avec des non-Lembas, et il est particulièrement difficile pour un homme de devenir Lemba.
Deux études ont tenté de déterminer l'origine génétique de ces tribus. La première, réalisée par A. Spurdle et T. Jenkins date de 1996 et suggère que plus de la moitié des Lembas testés sont d'origine sémite. La seconde étude de Mark G. Thomas et ses collègues date de 2000 et suggère aussi qu'une partie des Lembas ont une origine sémite qui peut provenir d'un mélange de populations arabes et juives. De plus, les auteurs montrent qu'un des clans lembas (le clan Buba) possède une grande proportion de l'ancien haplotype modal Cohen (en) (ou CMH, un ensemble de marqueurs génétiques particuliers). Ce sous-clan des Lembas, le Clan Buba, est d'ailleurs considéré par les Lembas comme leur caste de prêtres. 
Selon des études génétiques sur les Juifs, 52 % des Bubas parmi les Lemba présentent une proportion hors norme d'hommes possédant un polymorphisme du chromosome Y connu sous le nom d'haplotype modal Cohen, ce qui suggère en effet une liaison avec les populations juives traditionnelles dans la mesure aussi où cela correspond aux proportions trouvées chez les Cohen (prêtres), classe sacerdotale dans le judaïsme.[réf. nécessaire]

## Ethnonymie
Selon les sources et le contexte, on observe différentes formes : Lembas, Balemba, Ba-Lemba, Baremba,  Malepa, Namgeni, Remba, Valemba.